# Leptepsilonema parafiliforme
Leptepsilonema parafiliforme is een rondwormensoort. De wetenschappelijke naam van de soort is voor het eerst geldig gepubliceerd in 1987 door Gourbault & Decraemer.